# Gaston-Marie Jacquier
Gaston-Marie Jacquier (Évian-les-Bains, 23 febbraio 1904 – Algeri, 8 luglio 1976) è stato un vescovo cattolico francese.

## Biografia
Monsignor Gaston-Marie Jacquier nacque a Évian-les-Bains il 23 febbraio 1904. Era il figlio di François Jacquier, un mercante, e di Thérèse Chevallay.

### Formazione e ministero sacerdotale
Fu educato al collegio "Santa Maria" di La Roche-sur-Foron. Compì gli studi per il sacerdozio nell'Algeria francese.
Il 18 dicembre 1926 fu ordinato presbitero. Tre decenni più tardi, nel 1956, venne nominato vicario generale dell'arcidiocesi.

### Ministero episcopale
Il 4 dicembre 1960 papa Giovanni XXIII lo nominò vescovo ausiliare di Algeri e titolare di Sufasar. Ricevette l'ordinazione episcopale il 6 marzo successivo nella cattedrale di San Filippo ad Algeri dall'arcivescovo metropolita di Algeri Léon-Etienne Duval, co-consacranti l'arcivescovo titolare di Selimbria Emile-Joseph Socquet e il vescovo di Costantina Paul-Pierre-Marie-Joseph Pinier. La cerimonia fu trasmessa dalla Télévision Algérienne. Come ausiliare, Jacquier era ben noto nella città di Algeri, dove si occupava di opere umanitarie.
Partecipò al Concilio Vaticano II.
Giovedì 8 luglio 1976 fu accoltellato per strada da un giovane ad Algeri. L'assalto ebbe luogo poco dopo mezzogiorno, mentre stava percorrendo l'affollata Rue Khelifa Boukhalfa nel centro della capitale, vicino agli uffici dell'arcidiocesi e alla chiesa di San Carlo (oggi moschea El Rahma). I testimoni riportarono che l'uomo si avvicinò a Jacquier, lo pugnalò diverse volte con un coltello e fuggì su un'auto che aspettava lì vicino. Fu colpito all'arteria femorale nella parte interna della coscia. Venne portato di corsa all'ospedale principale della città, dove morì mezz'ora dopo. Aveva 72 anni. Due giorni dopo l'attacco, la polizia arrestò Abdessalam Abdelkader, 26 anni. La polizia disse che Abdelkader aveva usato un coltello da cucina nell'attacco. Riferì che Abdelkader aveva una storia di malattia mentale, essendo stato trattato più volte negli ospedali psichiatrici.
Sebbene Abdelkader avesse una storia di problemi psichiatrici, alcuni ritenevano che l'attacco fosse dettato da motivi religiosi. Jacquier al momento dell'attacco indossava l'abito ecclesiastico completo, inclusa la croce pettorale normalmente indossata dai vescovi cattolici. Alcuni notarono anche che l'interno della coscia dove si trova un'arteria importante è un luogo insolito, dove una persona malata di mente può pugnalare casualmente. Inoltre, l'aggressore fuggì rapidamente in un'auto che lo stava aspettando nelle vicinanze. Dopo l'omicidio del vescovo Jacquier, il cardinale Léon-Etienne Duval ordinò ai sacerdoti dell'arcidiocesi di Algeri di non indossare l'abito religioso in pubblico e di non esibire la croce in modo evidente. Negli anni che seguirono, le chiese dell'arcidiocesi smisero di suonare le campane per evitare di incitare alla violenza gli estremisti islamici.
L'immagine di monsignor Jacquier è inclusa nell'affresco sulla cupola della basilica di Nostra Signora d'Africa.

## Genealogia episcopale
La genealogia episcopale è:
- Cardinale Scipione Rebiba
- Cardinale Giulio Antonio Santori
- Cardinale Girolamo Bernerio, O.P.
- Arcivescovo Galeazzo Sanvitale
- Cardinale Ludovico Ludovisi
- Cardinale Luigi Caetani
- Cardinale Ulderico Carpegna
- Cardinale Paluzzo Paluzzi Altieri degli Albertoni
- Papa Benedetto XIII
- Papa Benedetto XIV
- Papa Clemente XIII
- Cardinale Giovanni Francesco Albani
- Cardinale Carlo Rezzonico
- Cardinale Antonio Dugnani
- Arcivescovo Jean-Charles de Coucy
- Cardinale Gustave-Maximilien-Juste de Croÿ-Solre
- Vescovo Charles-Auguste-Marie-Joseph Forbin-Janson
- Cardinale François-Auguste-Ferdinand Donnet
- Arcivescovo Jean-Emile Fonteneau
- Vescovo Charles-Evariste-Joseph Coeuret-Varin
- Vescovo Joseph Rumeau
- Vescovo Jean-Camille Costes
- Vescovo Auguste-Léon-Alexis Cesbron
- Cardinale Léon-Etienne Duval
- Vescovo Gaston-Marie Jacquier